# Buteyko-Methode
Die Buteyko-Methode (auch Buteiko-Methode) ist ein Verfahren der Komplementärmedizin zur Behandlung von obstruktiven Atemwegserkrankungen wie Asthma bronchiale. Sie stammt aus der Sowjetunion und ist benannt nach ihrem Begründer, dem Arzt und Wissenschaftler Konstantin Pawlowitsch Buteiko (englische Transkription: Buteyko).
Buteiko entwickelte seine Methode bereits in den 1950ern, aber es dauerte bis zum Jahr 1981, bis die sowjetischen Behörden die Anwendung in der gesamten damaligen Sowjetunion genehmigten. Die Buteyko-Methode verbreitete sich im Lauf der Zeit zuerst nach Australien und Neuseeland.
Bei der Buteyko-Methode handelt es sich um Atemübungen, die Personen helfen sollen, ihr Atemverhalten zu normalisieren und Neigungen zur Hyperventilation zu vermeiden.

## Entstehung von Asthma aus Sicht von Buteyko
Atmen regelt den Säuregehalt des Blutes durch die kontrollierte Abgabe von Kohlenstoffdioxid. Unter normalen Atembedingungen binden die roten Blutkörperchen genau so viel Sauerstoff, wie sie können. Wenn man jedoch hyperventiliert (d. h. mehr atmet, als man eigentlich müsste), dann erhält man dadurch nicht noch mehr Sauerstoff. Übermäßiges Atmen führt allerdings dann zu einem geringeren Kohlenstoffdioxidgehalt (CO2) im Blut. Da chemische Produkte, die der Körper erzeugt und manche körperlichen Funktionen vom Kohlendioxid abhängen, führt ein CO2-Mangel zu Gesundheitsstörungen. Aus Sicht der Methode wird Überatmung zu einer Gewohnheit, wenn man über einen langen Zeitraum übermäßig atmet.
- Kohlenstoffdioxid hilft bei der Abgabe des Sauerstoffs, indem dessen Bindung an das Hämoglobin gelockert wird. Dieses physiologische Prinzip ist als Bohr-Effekt bekannt.
- Niedrige Kohlenstoffdioxidkonzentrationen begünstigen Krämpfe der glatten Muskeln der Blutgefäßwände, der Bronchiolen, im Darm sowie in der Blase.
- Bei Asthmatikern zieht sich die Muskulatur der Bronchiolen zusammen; die Atemwege sind gereizt; ein Allergen oder selbst ein herzhaftes Lachen können eine Kontraktion hervorrufen. Nach Ansicht von Buteyko reagieren die Atemwege schnell auf jede weitere kurzzeitige Zunahme der Atmung. Ein stressiger Gedanke kann bereits zu einer Panikreaktion der Atemwege führen.
- Bei allergischem Asthma hat das Immunsystem Schwierigkeiten, zwischen ernster Erkrankung und fremdem, aber harmlosem Material zu unterscheiden. Nach Buteyko werde das Immunsystem durch die verminderte Kohlenstoffdioxidkonzentration geschwächt, so dass ein Teufelskreis entsteht.

## Ursachen
Vor allem chronischer Stress wird von den Anhängern der Methode als wichtige Ursache für die Hyperventilation angesehen. Beispiele hierfür sind Stress am Arbeitsplatz, sozialer Stress und finanzielle Sorgen.

## Empfehlungen der Buteyko-Therapie
Es wird davon ausgegangen, dass chronischer Stress, der immer auch mit chronischer Hyperventilation einhergeht, auf die Dauer zu einer Verstellung des Atemzentrums führt. Die Übungen haben daher eine Normalisierung der Atmung bzw. die Rückstellung des Atemzentrums zum Ziel. Elemente der Methode sind konsequente Nasenatmung, Entspannung, Zwerchfellatmung, verminderte Atmung an der Grenze zum Lufthunger und verlängerte Atempausen. Empfehlungen insbesondere zur Stressbewältigung ergänzen die Methode.

## Wirksamkeit
Anfang der 2000er Jahre waren die meisten Studien über Buteyko-Therapie von schlechter Qualität mit signifikanten methodologischen Fehlern, kleinen Fallzahlen sowie möglichen Bias bei der Patientenauswahl. Die großen Unterschiede in der Durchführung erschweren zudem eine aussagekräftige Auswertung. Zudem wurde die Schwierigkeit einer richtigen Verblindung und Placebokontrolle bemängelt, was den Bias weiter erhöhen kann. Ein Cochrane-Review von 2020 konnte 22 Studien zu allgemeinen Atemübungen zur Beurteilung der Therapie bei leichtem bis mittelschwerem Asthma auswerten. Dies beinhalte neben der Buteyko-Therapie auch Yoga und andere Entspannungsübungen. Hierbei zeigte sich, dass Atemübungen positive Wirkungen auf die Lebensqualität, der Symptomatik bei Hyperventilation und der Lungenfunktion haben können (moderate bis sehr geringe Gewissheit).
In England wird die Buteyko-Therapie in den „British Guideline on the Management of Asthma“ als Atemübung zur milden Verringerung der Symptome sowie zur Verbesserung der Lebensqualität ausgewiesen (Stand 2019), hat aber wenig Effekt auf die Lungenfunktion oder die zugrundeliegende Entzündung. In der NICE-Richtlinie (Stand 2021) ist sie dagegen nicht aufgeführt.
In Deutschland wird die Buteyko-Therapie in der „Nationalen Versorgungsleitlinie Asthma“ (S3-Leitlinie) von 2024 nicht genannt, die Kosten werden nicht als Regelleistung von der gesetzlichen Krankenkassen übernommen. Die nicht evidenzbasierte S2k-Leitlinie „Fachärztliche Diagnostik und Therapie von Asthma“ erwähnt die Methode durch den oben genannten Cochrane-Review, betont aber dessen Einschätzung zur moderaten bis geringen Evidenz. Ferner gibt sie an, dass Studien mit Atemübungen und/oder Relaxationstraining Verbesserungen von Symptomen und Lebensqualität und/oder psychologischen Parametern zeigten, jedoch keine physiologischen Verbesserungen.
Eine 2015 vom australischen Gesundheitsministerium in Auftrag gegebene Studie über verschiedene alternativmedizinische Verfahren fand für die Methode keine Wirksamkeitsnachweise für eine Verbesserung der Lungenfunktion, Asthmasymptome oder generell entsprechende Lebensqualität. Es gibt eine schwache Evidenz dafür, dass der Gebrauch von Bronchodilatatoren gesenkt werden kann.